# منتزعة الكبريت محبة الكحول
منتزعة الكبريت محبة الكحول (الاسم العلمي: Desulfovibrio carbinoliphilus) هي نوع من البكتيريا، سلبية الغرام، تتبع جنس منتزعة الكبريت.